# Святой Пётр (линейный корабль, 1794)
«Святой Пётр» — парусный 74-пушечный линейный корабль Черноморского флота Российской империи.

## Описание корабля
74-пушечный линейный корабль «Святой Пётр» был построен по проекту корабельного мастера А. С. Катасанова. Входил в серию из семи 74-х пушечных кораблей, построенных в Херсоне. В конструкции кораблей, впервые в практике отечественного кораблестроения, бак и квартердек соединили сплошной палубой, что позволило увеличить продольную прочность корпуса, усилить огневую мощь и улучшить управление парусами. Образованная таким образом вторая закрытая батарейная палуба улучшала бытовые условия экипажа.
Корабль был одним из 18 парусных и парусно-гребных судов Российского императорского флота, носивших это наименование. Такое же наименование носила первая парусная яхта Петра I, в составе Балтийского флота несли службу ещё 5 одноимённых парусных линейных кораблей 1720, 1741, 1760, 1786 и 1799 годов постройки, один парусный фрегат 1710 года постройки и галера 1704 года постройки,  а также захваченный у шведов в 1704 году галиот, бригантина, купленная в 1787 году, и гукор, купленный в 1772 году. В составе Черноморского флота служил одноимённый бомбардирский корабль, переоборудованной в 1788 году из галиота «Тарантул», в составе Каспийской флотилии — 2 гекбота 1723 и 1726 годов постройки и  шнява 1746 года постройки, а в составе Охотской флотилии пакетбот 1740 года постройки, затем гукор, построенный в 1742 году из разбившегося одноимённого пакетбота и галиот 1768 года постройки.

## История службы
Корабль был заложен и спущен на воду в Херсоне в 1794 году, вошел в состав Черноморского флота. 18 октября 1796 года перешёл из Херсона в Севастополь.
В составе эскадр находился в практических плаваниях в Чёрном море в 1797 и мае—июне 1798 года.
С 30 апреля по 3 мая 1798 года вместе с другим кораблем новой конструкции «Захарий и Елизавета» и тремя кораблями старой конструкции  принял участие в испытаниях, проводимых по указанию Павла I. В рапорте комиссии  было указано, что корабли «Святой Пётр» и «Захарий и Елизавета», построенные по новой конструкции, «не только не имеют никаких недостатков, но и превосходят уже имеющиеся в составе российского флота корабли по всем параметрам».
Принимал участие в войне с Францией. 13 августа 1798 года в составе эскадры вице-адмирала Ф. Ф. Ушакова вышел из Севастополя в Константинополь для совместных действий с турецким флотом против Франции. Объединенный русско-турецкий флот 20 сентября вышел из пролива Дарданеллы в Архипелаг. 
13 октября в составе эскадры русского флота принимал участие в высадке десанта на остров Занте. 21 октября во главе отряда высаживал десант и до 2 ноября блокировал крепость на острове Святой Мавры до её полной капитуляции. К 22 ноября корабли отряда подошли к Корфу и присоединились к его блокаде, при этом «Святой Пётр» занял позицию с южной стороны острова Видо.
18 февраля 1799 года вел обстрел старой крепости, а 22 февраля на подходах к Корфу захватил французский бриг. 
Находился в Корфу до июля 1799 года. 24 июля в составе эскадры Ф. Ф. Ушакова ушел из Корфу, и через Мессину и Палермо к 8 сентября эскадра прибыла в Неаполь. С 7 по 13 октября корабль конвоировал транспортные суда из Неаполя в Корфу. 9 ноября вернулся в Неаполь, где присоединился к флоту. 21 декабря по пути из Неаполя в Мессину попал в сильный шторм. 
25 декабря эскадра Ф. Ф. Ушакова получила Высочайший приказ о возвращении в Россию.
31 декабря 1799 года эскадра вышла из Мессины и к 7 января 1800 года прибыла в Корфу, где было проведено разоружение и килевание корабля «Святой Пётр». 6 июля в составе эскадры вышел из Корфу и к 26 октября подошел к Севастополю, но в темноте не смог войти в бухту и вынужден был взять курс в Феодосию, куда прибыл на следующий день. 2 ноября корабль прибыл в Севастополь. 
В 1801 году «Святой Пётр» перешел из Севастополя в Николаев для ремонта, где был переоборудован в магазин в 1803 году.

## Командиры корабля
- Селиванов, Михаил Петрович
- Д. Н. Сенявин (1796—1800 годы)[3].